# El Carrizal, Madero
El Carrizal är en ort i Mexiko.   Den ligger i kommunen Madero och delstaten Michoacán de Ocampo, i den södra delen av landet, 220 km väster om huvudstaden Mexico City. El Carrizal ligger 1 578 meter över havet och antalet invånare är 231.
Terrängen runt El Carrizal är lite bergig. Runt El Carrizal är det glesbefolkat, med 16 invånare per kvadratkilometer. Närmaste större samhälle är Villa Madero, 15,2 km nordväst om El Carrizal. I omgivningarna runt El Carrizal växer huvudsakligen savannskog.